# إذاعة جروي
إذاعة جروي هي محطة إذاعية مقرها في مدينة جروي عاصمة ولاية بونتلاند المتمتعة بالحكم الذاتي في شمال شرق الصومال، تأسست الإذاعة عام 2004، وتبث برامجها يومياً على موجة 89.8 إف إم. في مايو 2013، أطلقت إذاعة غاروي محطة FM إضافية في مدينة بوصاصو.